# 丽色低线鱲
丽色低线鱲（学名：Barilius pulchellus）为輻鰭魚綱鲤形目鲤科低线鱲属的鱼类。在中国，分布于澜沧江水系和元江水系等。该物种的模式产地在Medang。

## 扩展阅读
維基物種上的相關：丽色低线鱲